# جونيا تاناكا (لاعب كرة قدم مواليد 1983)
جونيا تاناكا (باليابانية: 田中 淳也) (24 أبريل 1983 في تاكاتسوكي في اليابان – )؛ هو لاعب كرة قدم ياباني سابق كان يلعب كمدافع.

## وصلات خارجية
- جونيا تاناكا (1983) على موقع رابطة كرة القدم اليابانية للمحترفين (اليابانية)
- جونيا تاناكا (1983) على موقع قاعدة بيانات كرة القدم.إي يو (الإنجليزية)
- جونيا تاناكا (1983) على موقع عالم كرة القدم.نت (الإنجليزية)